# Malagoniella argentina
Malagoniella argentina là một loài bọ cánh cứng trong họ Bọ hung (Scarabaeidae).